# Sherlock Holmes Baffled
Sherlock Holmes Baffled (em português:  Sherlock Holmes Perplexo) é um curta-metragem mudo norte-americano dirigido por Arthur Marvin em 1900. É a primeira adaptação cinematográfica conhecida do detetive Sherlock Holmes, criado pelo escritor britânico Arthur Conan Doyle. A gravação também é considerada o primeiro filme de mistério conhecido, sobretudo pela inclusão do personagem Holmes. No filme, um ladrão, que pode aparecer e desaparecer à vontade, rouba um saco de itens de Sherlock Holmes e todas suas tentativas de impedir o intruso terminam em fracasso.
Originalmente produzido para mutoscópio em 1900 e registrado apenas em 1903, Sherlock Holmes Baffled tem uma duração de 30 segundos. Não se conhece o nome dos atores. Considerado durante anos um filme perdido, foi redescoberto em 1968 como uma impressão de papel na Biblioteca do Congresso.

## Enredo
Sherlock Holmes entra em sua sala e descobre um intruso, porém ao confrontar o vilão se surpreende quando ele desaparece. Holmes inicialmente tenta ignorar o evento, acendendo um charuto, no entanto com o reaparecimento do ladrão, o detetive tenta recuperar o saco de bens roubados. Saca uma pistola do bolso de seu roupão e dispara contra o intruso, que desaparece ileso. Quando Holmes recupera seus bens, o saco desaparece de sua mão e retorna as mãos do ladrão, que imediatamente desaparece através de uma janela. Neste momento, o filme termina abruptamente com Holmes olhando perplexo.

## Produção

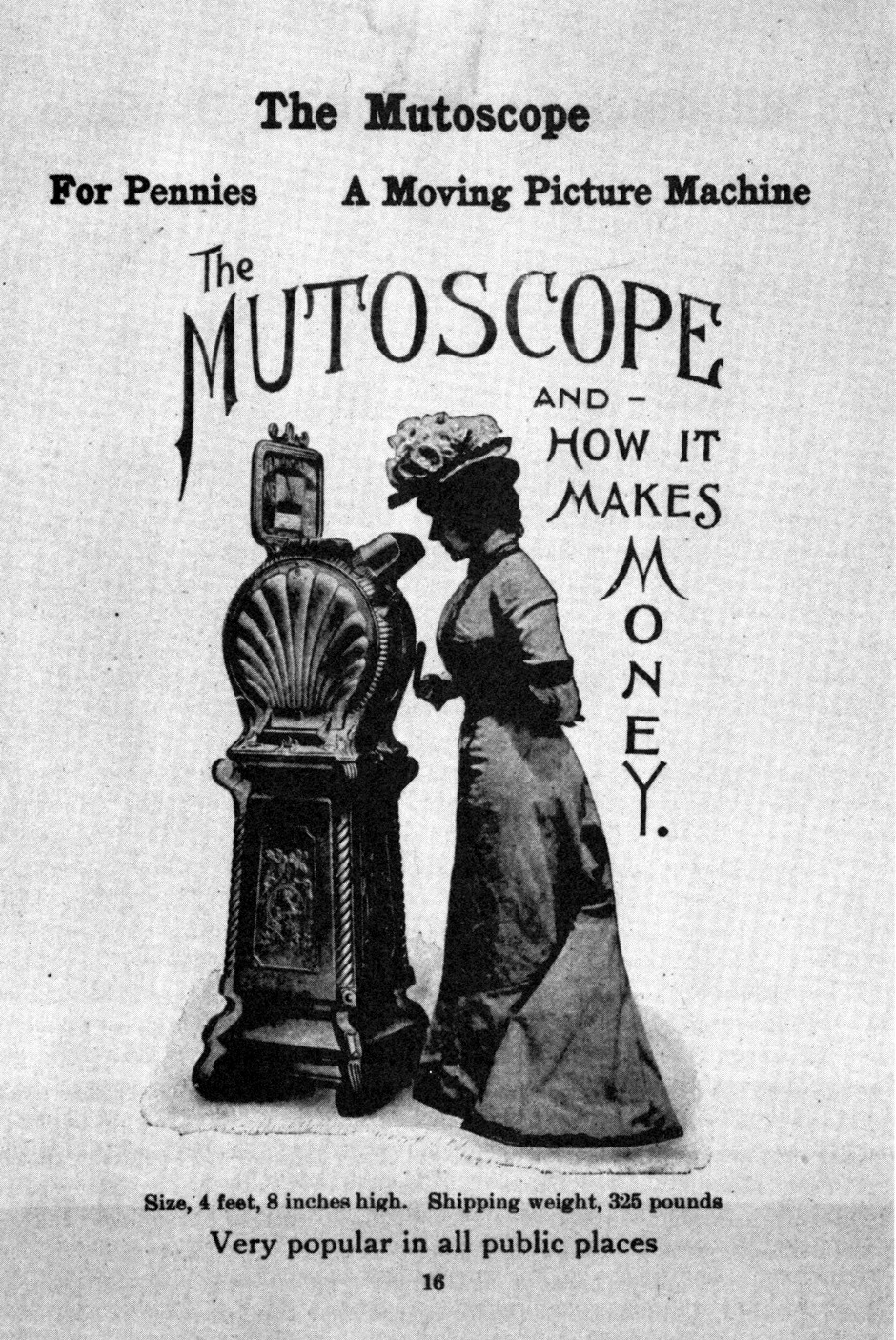
Anúncio de 1899 de um mutoscópio.

O filme foi produzido pela American Mutoscope and Biograph Company, conhecida como Biograph, com a intenção de ser reproduzido em um mutoscópio, um dispositivo cinematográfico arcaico, patenteado por Herman Casler em 1894. Semelhante ao cinetoscópio de Thomas Edison, o mutoscópio não se projetava numa tela e as imagens só podiam ser visualizadas por uma pessoa de cada vez. Mais barato e simples do que a invenção de Edison, o sistema comercializado pela Biograph rapidamente dominou o mercado de filmes peep show, incorporados em máquinas que podiam ser ativadas com moedas.
O mutoscópio funcionava com o mesmo princípio de um flip book, com imagens individuais impressas em cartões flexíveis ligados a uma estrutura circular que podia ser girado manualmente. Os cartões eram iluminados por uma série de lâmpadas situadas no interior da máquina, um sistema desenvolvido pelo irmão de Arthur Marvin, Henry, um dos fundadores da companhia Biograph. As primeiras máquinas dependiam de luz natural refletida.
Para evitar violar as patentes de Edison, as câmeras da Biograph de 1895 a 1902 utilizavam uma medição de grande formato, com sessenta milímetros de largura, e uma área de imagem de 2 × 2½ polegadas, quatro vezes maior que o formato de 35 mm de Edison. Os filmes da Biograph não estavam perfurados, porém a própria câmara perfurava cada lado do cartão conforme eram expostos a uma velocidade de 30 imagens por segundo. Sherlock Holmes Baffled mede 86,56 metros de comprimento, com um total de 30 segundos de duração (embora este tempo, na prática, podia variar como a velocidade de exibição, dependia da ação manual do usuário).
O diretor de Sherlock Holmes Baffled foi Arthur W. Marvin (maio de 1859 – 18 de janeiro de 1911), um cinegrafista contratado pela Biograph, que rodou cerca de 418 curtas entre 1897 e 1911, especialmente vaudeville. Depois ficou conhecido por trabalhar como cinegrafista para os primeiros filmes mudos de D. W. Griffith. Não se conhece o nome dos atores que interpretam Holmes e o ladrão.
Os filmes produzidos pela Biograph até 1903 eram principalmente sobre atualidades, documentários que registravam pessoas, lugares e eventos reais, no entanto Sherlock Holmes Baffled é um dos poucos exemplos de filmes narrativos e cômicos produzidos no estúdio da companhia em Broadway, Nova Iorque. De acordo com Sherlock Holmes Handbook, de Christopher Redmond, o filme foi rodado em 26 de abril de 1900. Julie McKuras afirma que foi lançado em maio daquele ano, mas, apesar de estar em circulação, não foi registrado até 24 de fevereiro de 1903, data gravada no cartão de direitos autorais do filme. Alguns autores datam o filme em 1905, provavelmente devido à confusão com outra gravação, Adventures of Sherlock Holmes; or, Held for Ransom, produzido pelo estúdio Vitagraph nesse ano.

## Redescoberta
O filme foi considerado perdido durante anos até que Michael Pointer, um historiador dos filmes de Sherlock Holmes, identificou uma cópia em papel em 1968 nos arquivos da Biblioteca do Congresso. Uma vez que os filmes não entravam nas leis de direitos autorais até 1912, as cópias eram enviadas à Biblioteca pelos estúdios para registrar suas obras. Estas cópias eram feitas usando papel altamente sensível da mesma largura e comprimento que o filme, formando uma coleção de imagens fixas, método utilizado tanto pela Edison Company como pela Biograph. A obra foi posteriormente transformada em um filme de 16 mm que permaneceu guardada no acervo da Biblioteca durante anos.

## Análise
A trama do filme não tem nenhuma relação com as histórias contidas no chamado Cânone de Sherlock Holmes de Arthur Conan Doyle e parece que o nome do personagem foi usado exclusivamente por sua popularidade. Filmado em um único ponto de vista sobre um cenário, a intenção do filme era provavelmente servir como exemplo de truques cinematográficos e efeitos especiais, em particular o stop trick descoberto pelo diretor francês Georges Méliès, quatro anos antes, em 1896.
O filme marcou o início da tendência que os primeiros cineastas tinham de mostrar o protagonista em situações cômicas; neste caso, Holmes fica "perplexo" ao ser superado por um ladrão, em contraste com as situações habituais nas histórias literárias, onde o detetive sempre demonstra sua destreza. William K. Everson, em seu livro The Detective in Film, destaca que em Sherlock Holmes Baffled, assim como em outros filmes mudos sobre detetives, "[diante] da dificuldade de não poder conduzir um interrogatório prolongado ou uma série de deduções orais... a ênfase está centrada na ação física, não nas conclusões investigativas da literatura." A primeira adaptação fiel e séria do personagem de Conan Doyle foi o filme de William Gillette, Sherlock Holmes, lançado em 1916. Michael Pointer sugere que o traje e a aparência do ator anônimo em Sherlock Holmes Baffled era uma imitação da interpretação de Gillette na obra de teatro Sherlock Holmes, que estreou no Teatro Garrick da Broadway em 6 de novembro de 1899.
No artigo original sobre a redescoberta, Michael Pointer afirma que "se trata de um filme com truques antigos claramente produzido para ser visto em um mutoscópio ou outra máquina de peep show. Embora, em parte, o filme seja quase trivial, é histórico, por se tratar da primeira aparição conhecida do personagem de Sherlock Holmes num filme." Além disso, é também o primeiro filme de detetive já feito e aquele que marcou o início das diversas adaptações do personagem de Conan Doyle na história do cinema.